# دكتوراه إدارة الأعمال
دكتوراه إدارة الأعمال (بالإنجليزية: Doctor of Business Administration)‏ (DBA) هي درجة نهائية في إدارة الأعمال. يتم تصنيف درجة الدكتوراه في إدارة الأعمال كدكتوراه بحثية أو دكتوراه مهنية اعتمادًا على الجامعة المانحة والبلد الذي مُنحت فيه الدرجة. أكاديميًا، يتم منح درجة الدكتوراه في إدارة الأعمال بناءً على الدراسة المتقدمة والامتحانات وعمل المشاريع والبحوث المتقدمة في مجال إدارة الأعمال.
يُطلب من مرشحي دكتوراه إدارة الأعمال تقديم مشروع مهم، يُشار إليه عادةً باسم "أطروحة" أو "مشروع التخرج" (capstone project). يتكون هذا المشروع من مجموعة واسعة من الأبحاث الأكاديمية الأصلية التي تمتلك القدرة على النشر في مجلة محكمة. يجب على المرشحين الدفاع عن أعمالهم أمام لجنة من الخبراء الفاحصين، والمعروفة باسم لجنة الأطروحة أو الرسالة العلمية أو الدكتوراه. بالإضافة إلى ذلك، فإن معظم برامج دكتوراه إدارة الأعمال لها متطلبات دراسية.
إلى جانب درجة الدكتوراه، تُمثل دكتوراه إدارة الأعمال أعلى مؤهل أكاديمي في مجال إدارة الأعمال. تعترف كل من وزارة التعليم في الولايات المتحدة ومؤسسة العلوم الوطنية بهذه الدرجة باعتبارها معادلة لدرجة الدكتوراه في الفلسفة (PhD).

## الهيكلة والتنسيق
تهدف برامج الدكتوراه في إدارة الأعمال إلى تحقيق غايتين: المساهمة في نظرية الأعمال ومواصلة تطوير الممارسة المهنية (مثل المساهمة في المعرفة المهنية في مجال الأعمال). تتطلب الجامعات عمومًا من المرشحين أن يكون لديهم خبرة واسعة في مجال الأعمال، وخاصة في الأدوار القيادية أو المسؤوليات الاستراتيجية الأخرى. يتخصص مرشحو دكتور إدارة الأعمال في مجالات مثل علوم الإدارة، وإدارة تكنولوجيا المعلومات، والسلوك التنظيمي، والاقتصاد، والتمويل، وما شابه ذلك. كما هو الحال مع برامج الدكتوراه الأخرى، قد يتم تقديم المناهج الدراسية على أساس دوام كامل أو جزئي. وفقًا لمعايير التعليم العالي الأوروبية التي حددها مشروع بولونيا، فإن المدة الطبيعية لبرامج الدكتوراه البحثية مثل دكتوراه إدارة الأعمال والدكتوراه (PhD) عادة ما تكون من 3 إلى 4 سنوات من الدراسة بدوام كامل.
وتقع مسؤولية هيكلة برامج الدكتوراه على عاتق لجان البحوث العليا أو ما يعادلها داخل الجامعة. وبناءً على ذلك، تخضع برامج الدكتوراه في إدارة الأعمال لمجموعة محددة من اللوائح الجامعية وتخضع لعمليات الموافقة على الجودة. تتضمن اللوائح إشارات إلى البروتوكولات الخاصة بمعالجة القضايا الأخلاقية في البحث. تُستخدم هذه القواعد على نطاق واسع في الجامعات الأسترالية. على سبيل المثال، لا يستطيع طالب دكتوراه في إدارة الأعمال الشروع في مرحلة البحث قبل اجتياز مرحلة الدورة الدراسية. يجب على الطلاب توضيح القضايا المتعلقة بالأخلاقيات مع لجنة الأخلاقيات عند اجتياز مرحلة الاقتراح. بعد ذلك، يخضع مرشحو دكتوراه إدارة الأعمال لعدد كبير من المراجعات الداخلية لأطروحتهم قبل تقديمها للامتحانات الخارجية (عادةً اثنتان على الأقل). وأخيرًا، يقوم المرشحون عادةً بمراجعة أطروحاتهم عدة مرات قبل منح الموافقة النهائية من لجنة الدكتوراه.

## التاريخ والتطور
ترجع أصول دكتور إدارة الأعمال إلى أوائل القرن العشرين عندما بدأ تعليم إدارة الأعمال يكتسب الاعتراف باعتباره تخصصًا متميزًا. لقد أدى الطلب المتزايد على التعليم المتقدم في مجال الأعمال، إلى جانب الأهمية المتزايدة للبحث في هذا المجال، إلى إنشاء برامج الدكتوراه التي تركز على إدارة الأعمال. يمكن العثور على واحدة من أقدم حالات الدكتوراه في إدارة الأعمال في كلية الدراسات العليا لإدارة الأعمال بجامعة هارفارد، والمعروفة الآن باسم كلية هارفارد للأعمال، والتي قدمت درجة دكتور في العلوم التجارية (DCS) في عام 1920، ثم في عام 1953، درجة دكتور في إدارة الأعمال. بدءًا من العام الدراسي 2018-2019، انتقلت كلية هارفارد للأعمال للحصول على درجة الدكتوراه في إدارة الأعمال بين الكليات. أطول برنامج لدكتوراه إدارة الأعمال هو برنامج كلية إدارة الأعمال في لوزان (BSL)، وهي كلية إدارة أعمال خاصة تقع في لوزان، سويسرا، والتي تم إطلاقها في عام 1987. أطول برنامج دكتوراه إدارة الأعمال في الولايات المتحدة هو برنامج في كلية ويذرهيد للإدارة (Weatherhead School of Management)، وهي مدرسة أعمال خاصة تابعة لجامعة كيس وسترن ريسرف، والتي تم إطلاقها في عام 1995.
خلال منتصف القرن العشرين، اكتسبت درجة الدكتوراه في إدارة الأعمال اعترافًا باعتبارها دكتوراه مهنية تؤكد على التطبيق العملي للمعرفة في سياق الأعمال. بدأت العديد من الجامعات ومدارس الأعمال في جميع أنحاء العالم في تقديم برامج هذه الدكتوراه لتلبية احتياجات كبار المديرين التنفيذيين والمحترفين ذوي الخبرة الذين يسعون إلى تعزيز مهاراتهم والمساهمة في تقدم المعرفة التجارية.
في السنوات الأخيرة، شهد مجال إدارة الأعمال نموًا وتطورًا كبيرًا، وخاصةً بسبب زيادة الدورات التدريبية عبر الإنترنت. لقد أدركت كليات إدارة الأعمال في جميع أنحاء العالم الطلب على برامج الدكتوراه التي تجمع بين البحث الأكاديمي الدقيق والأهمية العملية لمعالجة تحديات الأعمال المعقدة. غالبًا ما تدمج برامج هذه الدكتوراه المعاصرة مكونات الدورات الدراسية والبحث والتطوير المهني. توفر الدورة التدريبية أساسًا نظريًا قويًا، في حين يتطلب المكون البحثي من الطلاب إجراء بحث أصلي يساهم في تقدم المعرفة في مجال معين من إدارة الأعمال. تجذب برامج دكتوراه إدارة الأعمال عادةً المحترفين من مجموعة واسعة من الصناعات، بما في ذلك قطاعات الأعمال والحكومة والمنظمات غير الربحية. إن تنوع الخلفيات والخبرات بين المرشحين للحصول على درجة الدكتوراه في إدارة الأعمال يعزز بيئة التعلم ويشجع التعاون بين التخصصات المختلفة.
حصلت دكتوراه إدارة الأعمال على الاعتراف والاعتماد من الهيئات الأكاديمية والمهنية ذات السمعة الطيبة مثل "مجلس دكتوراه إدارة الأعمال التنفيذي الذي تأسس في عام 2011. وتضمن الاعتمادية أن برامج الدكتوراه في إدارة الأعمال تلبي معايير محددة من الجودة والدقة، ويحصل خريجو البرامج المعتمدة على مؤهل أكاديمي مرموق. توفر هيئات الاعتماد مثل جمعية تطوير كليات إدارة الأعمال الجامعية (AACSB) ونظام تحسين الجودة الأوروبي (EQUIS) الاعتماد لمدارس إدارة الأعمال وبرامجها، بما في ذلك دكتوراه إدارة الأعمال. تضمن هذه الاعتمادات للطلاب المحتملين وأصحاب العمل جودة وأهمية درجة الدكتوراه في إدارة الأعمال.

## الاعتراف في كندا
في كندا، يتم الاعتراف بشهادة الدكتوراه إدارة الأعمال كدرجة نهائية في إدارة الأعمال أو الإدارة. في حين أن برامج الدكتوراه في إدارة الأعمال في كندا تتضمن جوانب الممارسة المهنية بالإضافة إلى أطروحة كاملة، فإنها لا تزال مؤهلة للحصول على درجة الدكتوراه الأكاديمية الكاملة. على غرار المملكة المتحدة، لا يمكن منح درجة الدكتوراه في إدارة الأعمال في كندا إلا من خلال جامعات كندا، التي تتكون من مؤسسات معتمدة وتتمتع بمكانة متساوية مع درجة الدكتوراه (الإدارة). تختلف الأطروحة المطلوبة لبرنامج دكتوراه إدارة الأعمال في التركيز الأساسي ولكنها تحافظ على نفس نطاق الدراسة والدقة الأكاديمية. تتطلب برامج الدكتوراه في إدارة الأعمال في المؤسسات الكندية مساهمة أصلية في المعرفة، يشرف عليها باحث متمكن كرئيس، ويتم الدفاع عنها شفهيًا (viva) أمام فاحصين داخليين وخارجيين.

## العلاقة بين دكتوراه إدارة الأعمال والدكتوراه
في الولايات المتحدة، دكتوراه إدارة الأعمال (DBA) ودكتوراه الفلسفة (PhD) في إدارة الأعمال هما درجتان متكافئتان. كما يُنظر إلى كليهما على أنهما دكتوراه بحثية تمثل أعلى مؤهل أكاديمي في مجال الأعمال. وعلى هذا النحو، تتطلب برامج الدكتوراه في إدارة الأعمال والدكتوراه من الطلاب تطوير أبحاث أصلية تؤدي إلى الدفاع عن أطروحتهم. علاوة على ذلك، تتيح شهادتا الدكتوراه لحامليهما أن يصبحوا أعضاء هيئة تدريس في المؤسسات الأكاديمية. تعد درجة الدكتوراه في إدارة الأعمال ودرجة الدكتوراه في إدارة الأعمال درجات نهائية، مما يسمح لحامليها بالحصول على وظيفة دائمة في الولايات المتحدة؛ وقد تختلف متطلبات البلدان الأخرى.
وفي بعض الحالات، يكون التمييز إداريا بحتاً. على سبيل المثال، لم يتم السماح لمدرسة هارفارد للأعمال بإصدار درجة الدكتوراه حتى عام 2018. وفي حالات أخرى، يكون التمييز بين التوجه والنتائج المقصودة. يركز برنامج الدكتوراه بشكل كبير على تطوير المعرفة الأكاديمية الأصلية، في حين يركز برنامج الدكتوراه في إدارة الأعمال على البحث التطبيقي. بعد الانتهاء من برامج الدكتوراه، يهاجر خريجو هذه البرامج عمومًا إلى مناصب أعضاء هيئة التدريس بدوام كامل في الأوساط الأكاديمية، في حين يعاود خريجو برامج دكتوراه إدارة الأعمال الظهور في الصناعة كباحثين تطبيقيين أو مديرين تنفيذيين. إذا كانوا يعملون بدوام كامل في الصناعة، فإن خريجي برامج الدكتوراه وإدارة الأعمال غالبًا ما يصبحون أساتذة مساعدين في أفضل برامج الدرجات الجامعية والدراسات العليا.